# WTA Swiss Open
Ladies Championship Lausanne — жіночий тенісний турнір, що проводиться від егідою Жіночої тенісної асоціації в швейцарському місті Лозанна. Жіночий тенісний турнір в Швейцарії (WTA Swiss Open) має довгу історію, але 1995 року його було припинено й знову відновлено в 2016-му в місті Гштаад. В системі турнірів WTA він має статус міжнародного. Ігри відбуваються на кортах із ґрунтовим покриттям. 2019 року містом проведення стала Лозанна.

## Фінали

### Одиночний розряд
| Місто   | Рік       | Чемпіонка                                         | Фіналістка                                        | Рахунок                                           |
| ------- | --------- | ------------------------------------------------- | ------------------------------------------------- | ------------------------------------------------- |
| Лугано  | 1968      | Аннетт ван Зіль                                   | Гельга Ніссен Мастгофф                            | 6–3, 6–3                                          |
| Гштаад  | 1969      | Франсуаз Дюрр                                     | Розмарі Касалс                                    | 6–4, 4–6, 6–2                                     |
| Гштаад  | 1970      | Розмарі Касалс                                    | Франсуаз Дюрр                                     | 6–2, 5–7, 6–2                                     |
| Гштаад  | 1971      | Франсуаз Дюрр (2)                                 | Леслі Гант                                        | 6–3, 6–3                                          |
| Гштаад  | 1972      | Савамацу Кадзуко                                  | Пем Тігуарден                                     | 6–3, 4–6, 6–2                                     |
| Гштаад  | 1973      | Не проводився                                     | Не проводився                                     | Не проводився                                     |
| Гштаад  | 1974      | Гельга Шультце                                    | Леа Періколі                                      | 4–6, 6–4, 6–3                                     |
| Гштаад  | 1975      | Глініс Коулс                                      | Лінкі Бошофф                                      | 9–7, 2–6, 8–6                                     |
| Гштаад  | 1976      | Мішель Гердал                                     | Гейл Шанфро                                       | 4–6, 6–2, 6–3                                     |
| Гштаад  | 1977      | Леслі Гант                                        | Гелен Гурлей                                      | 4–6, 7–5, 6–1                                     |
| Гштаад  | 1978      | Вірджинія Рузіч                                   | Петра Джош-Деліс                                  | 6–2, 6–2                                          |
| Гштаад  | 1979–80   | Не проводився                                     | Не проводився                                     | Не проводився                                     |
| Лугано  | 1981      | Кріс Еверт                                        | Вірджинія Рузіч                                   | 6–1, 6–1                                          |
| Лугано  | 1982      | Кріс Еверт (2)                                    | Андреа Темешварі                                  | 6–0, 6–3                                          |
| Лугано  | 1983      | Перервано після третього раунду через сильний дощ | Перервано після третього раунду через сильний дощ | Перервано після третього раунду через сильний дощ |
| Лугано  | 1984      | Мануела Малеєва                                   | Іва Бударжова                                     | 6–1, 6–1                                          |
| Лугано  | 1985      | Бонні Гадушек                                     | Мануела Малеєва                                   | 6–2, 6–2                                          |
| Лугано  | 1986      | Раффаелла Реджі                                   | Мануела Малеєва                                   | 5–7, 6–3, 7–6(8–6)                                |
| Женева  | 1987      | Кріс Еверт (3)                                    | Мануела Малеєва                                   | 6–3, 4–6, 6–2                                     |
| Женева  | 1988      | Барбара Паулюс                                    | Лорі Макніл                                       | 6–4, 5–7, 6–1                                     |
| Женева  | 1989      | Мануела Малеєва (2)                               | Кончита Мартінес                                  | 6–4, 6–0                                          |
| Женева  | 1990      | Барбара Паулюс (2)                                | Гелен Келесі                                      | 2–6, 7–5, 7–6(7–3)                                |
| Женева  | 1991      | Мануела Малеєва (3)                               | Гелен Келесі                                      | 6–3, 3–6, 6–3                                     |
| Люцерн  | 1992      | Емі Фрейзер                                       | Радка Зрубакова                                   | 6–4, 4–6, 7–5                                     |
| Люцерн  | 1993      | Ліндсі Девенпорт                                  | Ніколь Брадтке                                    | 6–1, 4–6, 6–2                                     |
| Люцерн  | 1994      | Ліндсі Девенпорт (2)                              | Ліза Реймонд                                      | 7–6(7–3), 6–4                                     |
| Люцерн  | 1995–2015 | Не проводився                                     | Не проводився                                     | Не проводився                                     |
| Гштаад  | 2016      | Вікторія Голубич                                  | Кікі Бертенс                                      | 4–6, 6–3, 6–4                                     |
| Гштаад  | 2017      | Кікі Бертенс                                      | Анетт Контавейт                                   | 6–4, 3–6, 6–1                                     |
| Гштаад  | 2018      | Алізе Корне                                       | Менді Мінелла                                     | 6–4, 7–6(8–6)                                     |
| Лозанна | 2019      | Фіона Ферро                                       | Алізе Корне                                       | 6–1, 2–6, 6–1                                     |
| Лозанна | 2020      | Не проводився через пандемію коронавірусу         | Не проводився через пандемію коронавірусу         | Не проводився через пандемію коронавірусу         |
| Лозанна | 2021      | Тамара Зіданшек                                   | Клара Бурель                                      | 4–6, 7–6(7–5), 6–1                                |
| Лозанна | 2022      | Петра Мартич                                      | Ольга Данилович                                   | 6–4, 6–2                                          |
| Лозанна | 2023      | Елізабетта Коччаретто                             | Клара Бурель                                      | 7–5, 4–6, 6–4                                     |

### Парний розряд
| Місто   | Рік       | Чемпіонки                                            | Фіналістки                                           | Рахунок                                              |
| ------- | --------- | ---------------------------------------------------- | ---------------------------------------------------- | ---------------------------------------------------- |
| Гштаад  | 1971      | Бренда Кірк Лаура Россоув                            | Франсуаз Дюрр Леа Періколі                           | 8–6, 6–3                                             |
| Гштаад  | 1972–73   | Не проводився                                        | Не проводився                                        | Не проводився                                        |
| Гштаад  | 1974      | Гельга Шультце Леа Періколі                          | Фукуока Кайоко Мішель Родрігес                       | 6–2, 6–0                                             |
| Гштаад  | 1975      | Не проводився                                        | Не проводився                                        | Не проводився                                        |
| Гштаад  | 1976      | Бетсі Нагелсен Венді Тернбулл                        | Брігітт Куйперс Аннетт ван Зіль                      | 6–4, 6–4                                             |
| Гштаад  | 1977      | Гелен Гурлей Рейні Фокс                              | Мері Карілло Леслі Гант                              | 6–0, 6–4                                             |
| Гштаад  | 1978–80   | Не проводився                                        | Не проводився                                        | Не проводився                                        |
| Лугано  | 1981      | Розалін Феербенк Таня Гартфорд                       | Кенді Рейнолдс Пола Сміт                             | 2–6, 6–1, 6–4                                        |
| Лугано  | 1982      | Кенді Рейнолдс Пола Сміт                             | Джоанн Расселл Вірджинія Рузіч                       | 6–2, 6–4                                             |
| Лугано  | 1983      | Крістіан Жоліссен Марселла Мескер                    | Петра Джош-Деліс Патрісія Медрадо                    | 6–2, 3–6, 7–5                                        |
| Лугано  | 1984      | Крістіан Жоліссен Марселла Мескер                    | Іва Бударжова Марцела Скугерська                     | 6–4, 6–3                                             |
| Лугано  | 1985      | Бонні Гадушек Гелена Сукова                          | Беттіна Бюнге Ева Пфафф                              | 6–2, 6–4                                             |
| Лугано  | 1986      | Еліз Берджін Бетсі Нагелсен                          | Дженні Бірн Дженін Томпсон                           | 6–2, 6–3                                             |
| Женева  | 1987      | Бетсі Нагелсен Елізабет Смайлі                       | Лаура Аррая Катрін Танв'є                            | 4–6, 6–4, 6–3                                        |
| Женева  | 1988      | Крістіан Жоліссен Діанне Ван Ренсбург                | Марія Ліндстрем Клаудія Порвік                       | 6–1, 6–3                                             |
| Женева  | 1989      | Катріна Адамс Лорі Макніл                            | Лариса Савченко-Нейланд Наташа Звєрєва               | 2–6, 6–3, 6–4                                        |
| Женева  | 1990      | Луїс Філд Діанне Ван Ренсбург                        | Еліз Берджін Бетсі Нагелсен                          | 5–7, 7–6(7–2), 7–5                                   |
| Женева  | 1991      | Ніколь Брадтке Елізабет Смайлі                       | Каті Каверзасіо Мануела Малеєва                      | 6–1, 6–2                                             |
| Люцерн  | 1992      | Емі Фрейзер Елна Рейнах                              | Каріна Габшудова Маріанн Вердел                      | 7–5, 6–2                                             |
| Люцерн  | 1993      | Мері Джо Фернандес Гелена Сукова                     | Ліндсі Девенпорт Маріанн Вердел                      | 6–2, 6–4                                             |
| Люцерн  | 1994      | Перервано після двох чвертьфіналів через сильний дощ | Перервано після двох чвертьфіналів через сильний дощ | Перервано після двох чвертьфіналів через сильний дощ |
| Люцерн  | 1995–2015 | Не проводився                                        | Не проводився                                        | Не проводився                                        |
| Гштаад  | 2016      | Лара Арруабаррена Ксенія Кнолль                      | Анніка Бек Євгенія Родіна                            | 6–1, 3–6, [10–8]                                     |
| Гштаад  | 2017      | Кікі Бертенс Юганна Ларссон                          | Вікторія Голубич Ніна Стоянович                      | 7–6(7–4), 4–6, [10–7]                                |
| Гштаад  | 2018      | Алекса Гуарачі Дезіре Кравчик                        | Лара Арруабаррена Тімеа Бачинскі                     | 4–6, 6–4, [10–6]                                     |
| Лозанна | 2019      | Анастасія Потапова Яна Сізікова                      | Монік Адамчак Хань Сіньюнь                           | 6–2, 6–4                                             |
| Лозанна | 2020      | Не проводився через пандемію коронавірусу            | Не проводився через пандемію коронавірусу            | Не проводився через пандемію коронавірусу            |
| Лозанна | 2021      | Susan Bandecchi Сімона Валтерт                       | Ульрікке Ейкері Валентіні Грамматікопулу             | 6–3, 6–7(3–7), [10–5]                                |
| Лозанна | 2022      | Ольга Данилович Крістіна Младенович                  | Ульрікке Ейкері Тамара Зіданшек                      | Технічна поразка                                     |
| Лозанна | 2023      | Бондар Анна Діан Паррі                               | Аміна Аншба · Анастасія Децюк                        | 6–2, 6–1                                             |